# ایجیک‌لی (شهود)
ایجیک‌لی (به ترکی استانبولی: İcikli) یک منطقهٔ مسکونی در ترکیه است که در شهود (شهر) واقع شده‌است.